# Choanephora
Genre
Choanephora est un genre de champignons de la famille des Choanephoraceae dans l'ordre des Mucorales (anciennement inclus dans les zygomycètes). Plusieurs espèces sont des agents pathogènes des plantes.

## Synonymes
Selon MycoBank (9 novembre 2014) :
- Cunninghamia Curr., 1873 ;
- Choanephorella Vuill., 1904 ;
- Choanephoroidea I. Miyake & S. Ito, 1935.

## Liste d'espèces
Selon ITIS (9 novembre 2014) :
- Choanephora conjuncta Couch
- Choanephora cucurbitarum (Berk. & Ravenel) Thaxt. 1903
- Choanephora infundibulifera (Curr.) D.D. Cunn. 1891.